# Robert Darcy, 4. Earl of Holderness

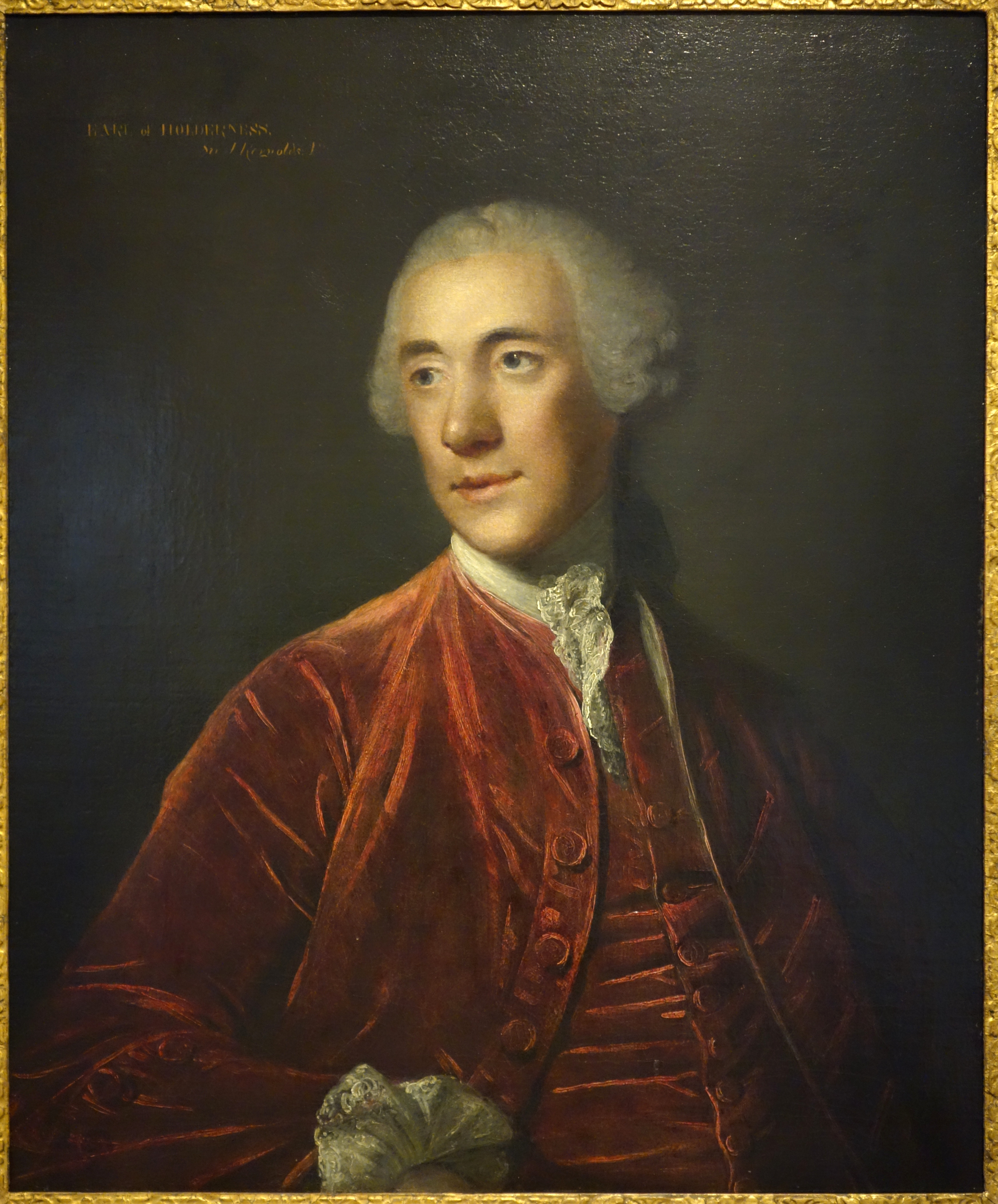
Robert Darcy, 4. Earl of Holderness. Gemälde von Joshua Reynolds, 1775

Robert Darcy, 4. Earl of Holderness (auch Robert D'Arcy; * 17. Mai 1718; † 16. Mai 1778 in Isleworth in Middlesex) war ein britischer Peer, Diplomat und Politiker. 

## Herkunft und Jugend
Robert Darcy entstammte der alten englischen Familie Darcy. Er war der zweite, doch einzige überlebende Sohn von Robert Darcy, 3. Earl of Holderness, und von Lady Frederica Schomberg, der ältesten überlebenden Tochter und Miterbin von Meinhardt Schomberg, 3. Duke of Schomberg. Er war noch minderjährig, als er beim Tod seines Vaters am 20. Januar 1722 dessen Ländereien und Adelstitel als 4. Earl of Holderness, 9. Baron Darcy de Knayth, 6. Baron Conyers und 5. Baron Darcy of Meinill erbte. Sein Großvater, der Duke of Schomberg, starb 1719, so dass seine Mutter einen Teil von dessen Besitz erbte. Robert besuchte die Westminster School und anschließend das Trinity College der Universität of Cambridge, das er jedoch vermutlich ohne Abschluss verließ.

## Höfling und Diplomat

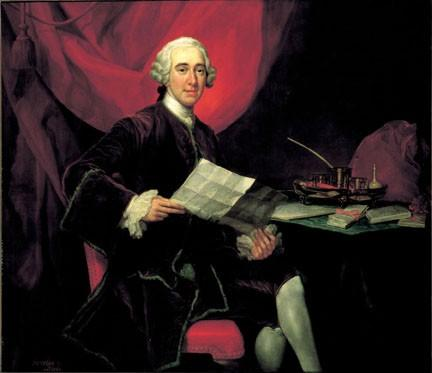
Robert Darcy. Gemälde von George Kapton, um 1751/53

1740 wurde er Lord Lieutenant des North Riding of Yorkshire, dieses Amt übte er bis 1777 aus. Im April 1741 wurde er als Lord of the Bedchamber Mitglied des Hofstaats von König Georg II., dieses Amt bekleidete er bis 1751. Er begleitete den König, als dieser während des österreichischen Erbfolgekriegs 1743 mit der britischen Armee in Deutschland an der Schlacht von Dettingen teilnahm. Am 29. Oktober 1743 heiratete er in Den Haag Maria Doublet, die Erbtochter von François Doublet, einem Mitglied der Provinzialstaaten von Holland und von Anna Constancia van der Bek. Holderness war ein großer Freund und Förderer von Opern. Horace Walpole verachtete ihn, verspottete seine Leidenschaft für Opern und Maskeraden und hielt ihn für vollkommen dumpf und von sehr mäßigem Verstand. Dennoch machte Holderness dank seines Ranges und der königlichen Gunst Karriere. Im Sommer 1744 wurde er Botschafter in Venedig, wo er Mitte Oktober 1744 eintraf. Seine Hauptaufgabe war die Wiederherstellung der diplomatischen Beziehungen, die Großbritannien 1737 abgebrochen hatte, nachdem Charles Edward Stuart, the Young Pretender, mit großen Aufwand und Ehren von der Republik empfangen worden war. Im August 1746 kehrte Holderness nach Großbritannien zurück. 
1748 wurde er dank der Gunst von König Georg II. und durch den Duke of Newcastle Bevollmächtigter Minister in den Niederlanden. Er traf Anfang Juni 1749 in Den Haag ein und blieb dort bis Juli 1751. Nach dem Tod des Erbstatthalters Wilhelm IV. am 22. Oktober 1751 kehrte er zu einem offiziellen Kondolenzbesuch noch einmal nach Den Haag zurück. 

## Staatssekretär des Southern und Northern Department
Bereits vor dem Ende seiner Amtszeit in den Niederlanden war er am 18. Juni 1751 zum Secretary of State for the Southern Department ernannt worden. Die Ernennung des noch jungen und politisch unbedeutenden Adligen zu einem der wichtigsten Regierungsmitglieder erfolgte plötzlich und überraschend. Der Grund hierfür war, dass der bisherige Amtsinhaber, der Duke of Bedford,  Kompetenzstreitigkeiten mit Newcastle, dem Secretary of State for the Northern Department hatte. Bedford hatte die Bündnispolitik von Newcastle kritisiert und verlangte Änderungen in der britischen Außenpolitik, dazu soll er sein Amt nachlässig geführt haben. Newcastle, der selbst als unsicher und verschlossen galt, suchte nun einen lenkbaren Amtskollegen, um die Außenpolitik von Großbritannien völlig unter seiner Kontrolle zu halten. Die bisherigen Leistungen von Holderness in Venedig und in den Niederlanden machten ihn für Newcastle zur idealen Besetzung für diese Rolle. Er galt als relativ gewissenhaft, hatte jedoch während seiner Amtszeit als Bevollmächtigter in den Niederlanden nie Newcastles Politik gegenüber den Niederlanden kritisiert, die Newcastle durch regelmäßigen Kontakt und gelegentliche Treffen mit Wilhelm Bentinck, dem führenden Staatsmann der Niederlande, selbst gestaltet hatte.    
Mit dem Amt als Staatssekretär wurde Holderness 1751 auch Mitglied des Privy Council. Abgesehen von der Zeit vom 9. bis zum 29. Juni 1757, als es in seinem Ministerium zu einem Aufruhr kam, übte Holderness sein Amt ein Jahrzehnt lang aus. Bis zum 23. März 1754 war er Secretary of State for the Southern Department, dann übernahm er diese Funktion für das Northern Department. Trotz dieser langen Amtszeit blieb er für die britische Außenpolitik unbedeutend, selbst seine eigenen Mitarbeiter bezeichneten ihn als unfähig. Er setzte lediglich die Anordnungen der Regierung, vor allem von Newcastle, um, ohne auf deren Gestaltung großen Einfluss zu haben. Die einzige Ausnahme war 1755, als er König Georg II. nach Hannover begleitete. Dort spielte Holderness eine Nebenrolle während der Verhandlungen, die zum Abschluss des Abkommens von St. Petersburg zwischen Großbritannien und Russland am 30. September 1755 führten. Dieses Abkommen sah die Zahlung von britischen Subsidien an Russland vor, im Gegenzug sollten russische Truppen das Kurfürstentum Hannover vor einem preußischen oder französischen Angriff zu schützen. Dies war das einzige Mal, wo Holderness wirkliche Bedeutung erlangt hatte, doch das Abkommen wurde nie ratifiziert. Die Hauptaufgabe von Holderness blieben Besprechungen mit ausländischen Diplomaten und dem Schreiben von Depeschen an die Botschaften in seinem Aufgabengebiet. Politisch hatte er keine Ziele und blieb auch nach der Umkehrung der Allianzen, die 1756 mit dem Bündnis mit Preußen vollzogen wurde, unberührt. 
Newcastle, dem er weiter ein williger Unterstützer war, war Holderness ab Mitte der 1750er Jahre überdrüssig. König Georg II. verzieh Holderness nicht den kurzzeitigen Amtsverzicht im Juni 1757, so dass er nun sämtlichen politischen Rückhalt verloren hatte. Er war nun völlig von Newcastle abhängig, zu dem sich sein Verhältnis in den nächsten beiden Jahren verschlechterte. Holderness versuchte nun, sich vorsichtig dem aufstrebenden William Pitt anzunähern, der 1756 Secretary of State for the Southern Department geworden war. Auch diesem gegenüber blieb er gehorsam und überließ ihm einmal sogar die Abfassung einer Depesche an Andrew Mitchell, den britischen Gesandten in Preußen. Erst 1759 zeigte sich Holderness öffentlich verärgert, dass Newcastle ihn umging, in dem er direkt mit den britischen Diplomaten in seinem Zuständigkeitsbereich in Kontakt stand. Im Herbst 1759 kam es zum endgültigen Bruch zwischen den beiden, als Holderness sich über den direkten Kontakt zwischen Newcastle und Joseph Yorke, dem Sohn des Lordkanzlers Hardwicke und Gesandten in Den Haag, beschwerte. Er erlebte jedoch eine völlige Abfuhr und verlor vollends seine politische Bedeutung. Dennoch blieb er weiter im Amt, da Newcastle ihn für so unbedeutend hielt, dass seine Ablösung unnötig war. Im November 1760 erklärte Holderness, dass er wegen der ständigen Kränkungen und Verletzungen vom Amt zurücktreten wolle. Der neue König Georg III. entließ ihn schließlich am 12. März 1761 und ersetzte ihn als Secretary of State for the Northern Department durch seinen Günstling, den Earl of Bute.

## Späteres Leben
Holderness Abschied wurde durch die Aussicht auf das Amt des Lord Warden of the Cinque Ports erleichtert, das er im Oktober 1765 zusammen mit einer lebenslangen Pension in Höhe von £ 4000 erhielt. Seine Amtszeit als Lord Warden wurde durch den Skandal überschattet, als seine Frau beschuldigt wurde, sein Amt für ausgedehnten Schmuggel zu missbrauchen. Daneben war Holderness ein wichtiger Förderer des Dichters und Geistlichen William Mason, obwohl er sich später mit ihm zerstritt. Es gelang ihm auch, wieder die Gunst des Königs zu erlangen. 1771 wurde er zum Aufseher der Erziehung der beiden ältesten Söhne des Königs, George, Prince of Wales, und Frederick, Duke of York and Albany, ernannt. Er versuchte, dieses Amt gewissenhaft auszuüben, doch zu dieser Zeit verschlechterte sich sein Gesundheitszustand. Ab 1774 war er zur Genesung fünfzehn Monate lang im Ausland und kehrte dennoch krank zurück. Durch seine lange Abwesenheit hatte er keinen Einfluss mehr auf seine jungen Schützlinge, so dass er 1776 sein Amt als Erzieher niederlegte. 
Nach seinem Tod wurde er am 1. Juni 1778 in Hornby in North Riding of Yorkshire begraben, wo sich in der Kirche St Mary the Virgin eine von John Bacon geschaffene Gedenktafel für ihn befindet. Seine Frau Maria überlebte ihn um 23 Jahre und starb am 13. Oktober 1801 in Mayfair.

## Nachkommen
Aus seiner Ehe mit Maria Doublet hatte er zwei Söhne und eine Tochter:
- George Darcy, Lord Darcy and Conyers (1745–1747);
- Hon. Thomas Darcy (* 7. Mai 1750; † 27. Juli 1750);
- Lady Amelia Darcy (* 12. Oktober 1754–1784), ⚭ (1) 1773 (geschieden 1779) Francis Osborne, Marquess of Carmarthen, ⚭ (2) 1779 Captain John Byron;

Da er keine überlebenden männlichen Nachkommen hatte, erloschen die Titel Earl of Holderness und Baron Darcy of Meinill mit seinem Tod. Seine Besitzungen sowie die Titel Baron Darcy de Knayth und Baron Conyers, die als Baron by Writ auch in weiblicher Linie vererbbar waren, erbte seine einzige Tochter Amelia.